# Hrabstwo Cole
Hrabstwo Cole (ang. Cole County) – hrabstwo w stanie Missouri w Stanach Zjednoczonych. Obszar całkowity hrabstwa obejmuje powierzchnię 399,08 mil2 (1 034 km²). Według danych z 2010 r. hrabstwo miało 75 990 mieszkańców. Hrabstwo powstało w 1820 roku i nosi imię Stephena Cole'a - pioniera przybyłego z Wirginii w 1807 roku.

## Sąsiednie hrabstwa
- Hrabstwo Boone (północ)
- Hrabstwo Callaway (północny wschód)
- Hrabstwo Osage (południowy wschód)
- Hrabstwo Miller (południowy zachód)
- Hrabstwo Moniteau (północny zachód)

## Miasta
- Centertown
- Jefferson City
- Lohman
- Russellville
- St. Martins
- St. Thomas
- Taos

## Wioski
- Wardsville